# 中野新橋駅
中野新橋駅（なかのしんばしえき）は、東京都中野区弥生町二丁目にある、東京地下鉄（東京メトロ）丸ノ内線（分岐線）の駅である。駅番号はMb 05。

## 歴史
- 1961年（昭和36年）2月8日：帝都高速度交通営団（営団地下鉄）荻窪線開通に伴い、途中駅として開業。
- 1966年（昭和41年）：映画『007は二度死ぬ』のロケーション撮影で使用[3]。
- 1972年（昭和47年）4月1日：荻窪線分岐線を丸ノ内線分岐線に改称。
- 2003年（平成15年）2月：業務委託化。
- 2004年（平成16年）
  - 4月1日：営団地下鉄民営化に伴い、当駅は東京メトロに継承される[4]。
  - 5月8日：ホームドア・可動ステップ稼動開始[5][6]。
- 2007年（平成19年）3月18日：ICカード「PASMO」の利用が可能となる[7]。
- 2013年（平成25年）12月：駅舎改装工事開始。
- 2015年（平成27年）3月：新駅舎完成。
- 2016年（平成28年）11月：訪日外国人旅行者の利便性向上のため、駅ナンバリングが発音上同一であった「中野新橋(m-05)・新中野(M-05)」について、自動放送による発音上の区別をつけるよう、当駅の路線記号をm（エム）からMb（エムビー、Marunouchi branch line の頭文字）に変更[2]。
- 2019年（令和元年）7月5日：発車メロディを導入。

### 駅名の由来
駅北側にある、神田川に架かる橋の旧名称「新橋」から来ている。しかしこれをそのまま駅名にすると、港区の新橋駅と同一名称になるので、「中野」を冠して区別している。
その後この名称が広く定着したことから、周辺町会の要望もあり、橋の架け替えに合わせ2011年6月30日付で橋名も「中野新橋」に変更された。

## 駅構造
相対式ホーム2面2線を有する地下駅。
改札口・出口とも1か所のみの設置である。改札口は地上1階、ホームは地下2階にある。エレベーターは、改札階と途中中野坂上方面ホームを経由し地下3階を結ぶ1基と、地下3階と方南町方面ホームを結ぶ1基があり、両機は地下3階通路を介して乗り継ぎが出来る。トイレは改札階にある。

### のりば
| 番線 | 路線     | 行先         |
| ---- | -------- | ------------ |
| 1    | 丸ノ内線 | 方南町方面   |
| 2    | 丸ノ内線 | 中野坂上方面 |

（出典：東京メトロ:構内図）

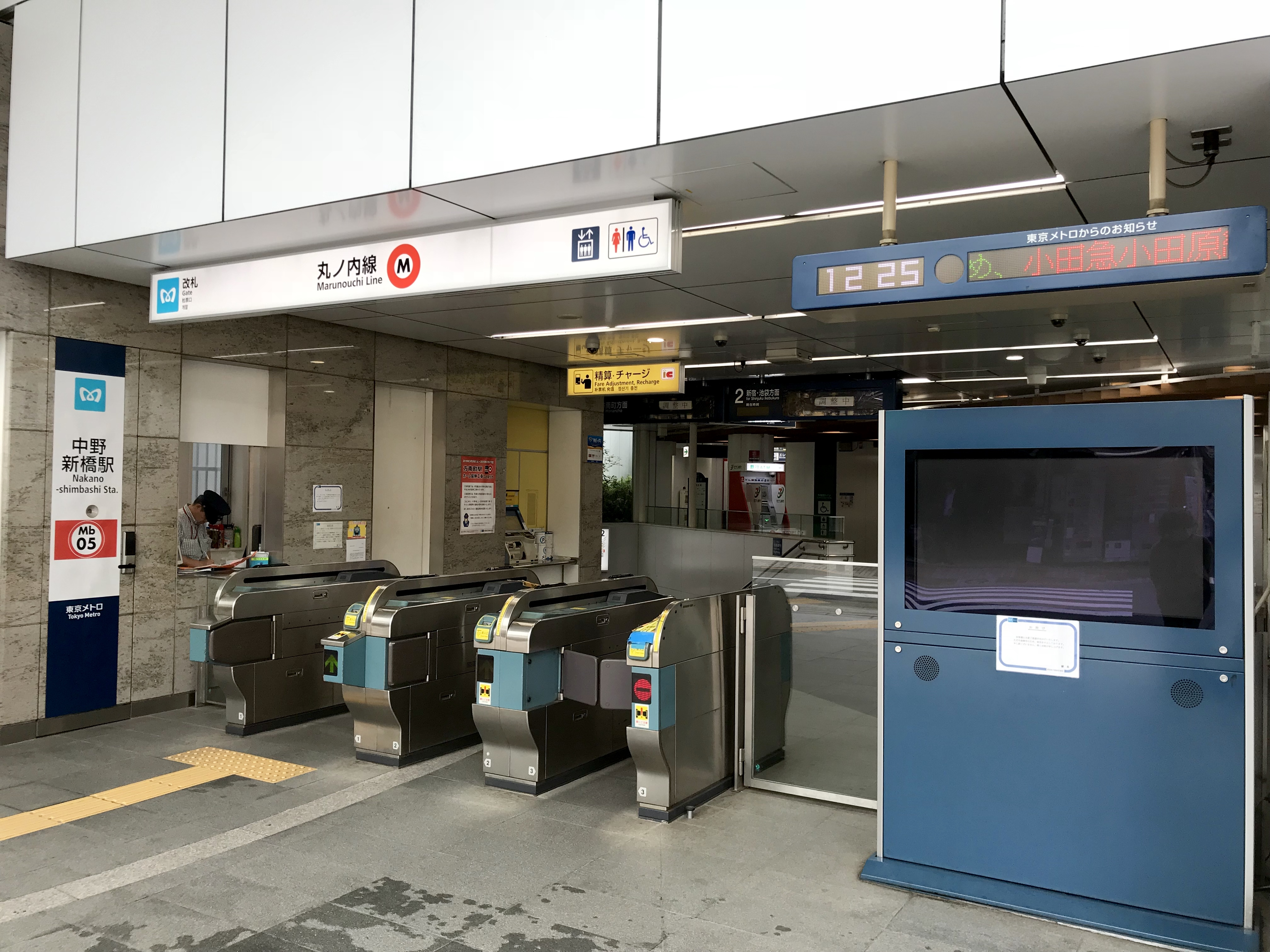
改札口（2018年9月）
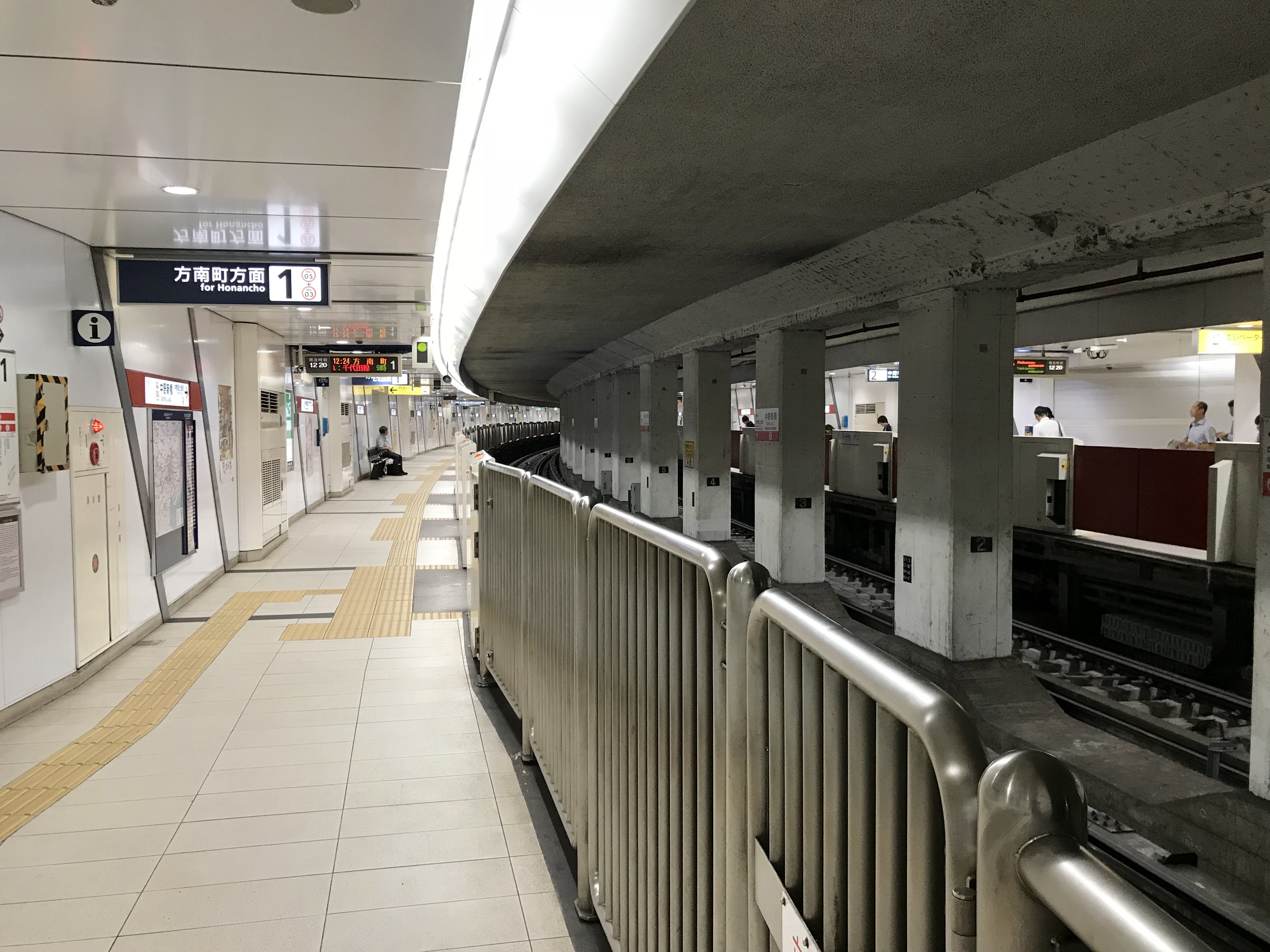
ホーム（2018年9月）
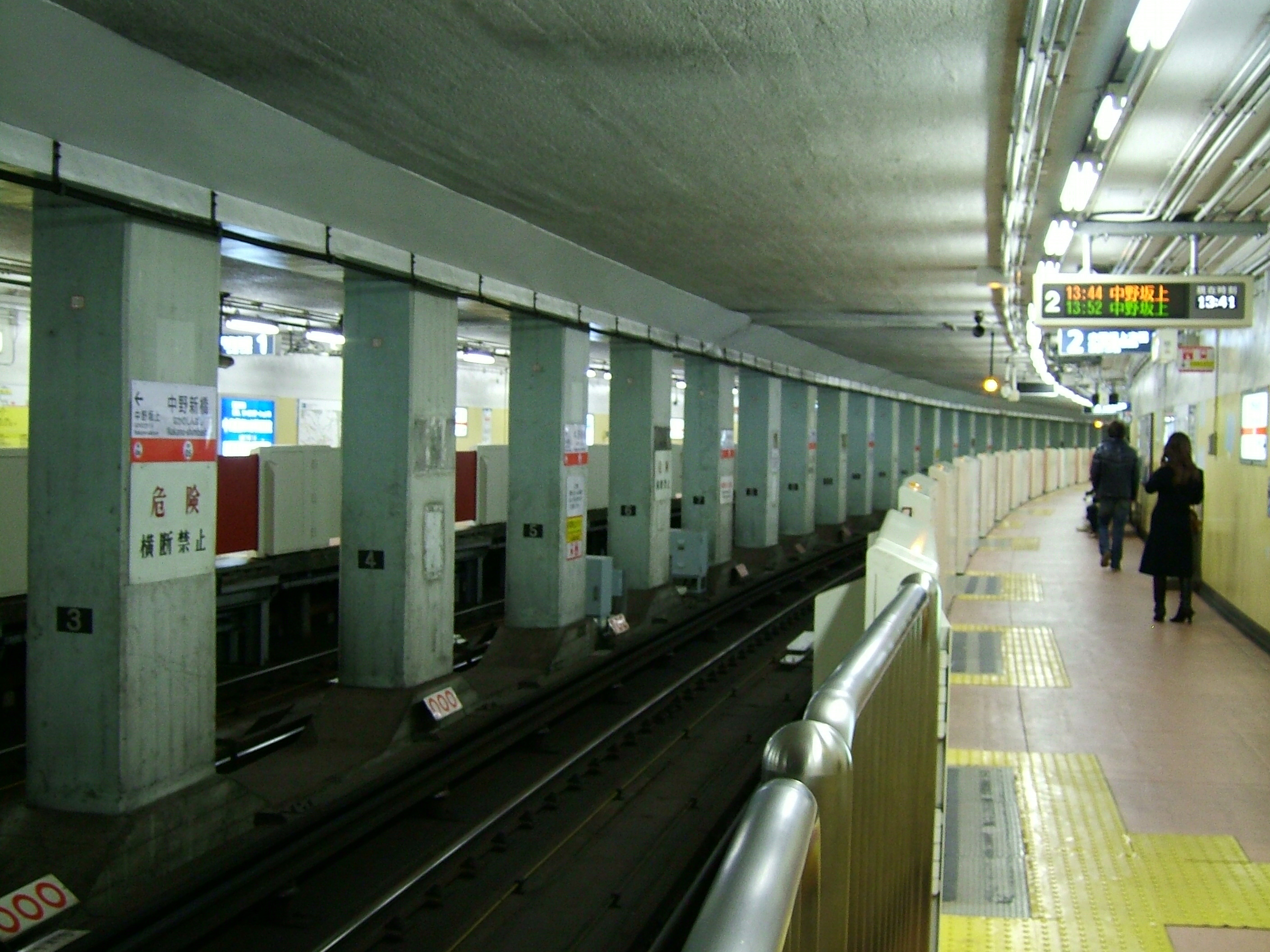
リニューアル前のホーム（2006年12月）
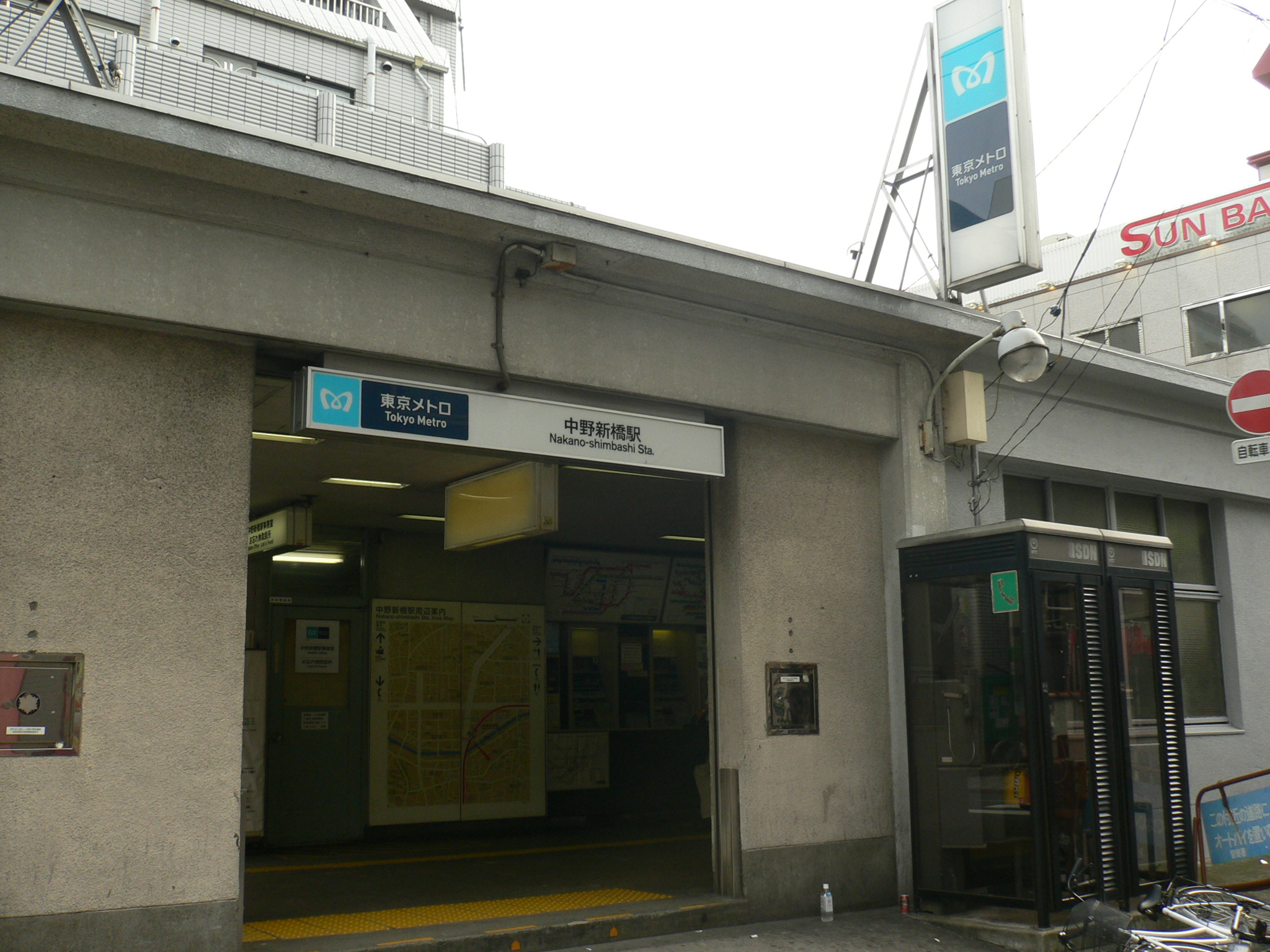
旧駅舎（2005年6月）

### 発車メロディ
2019年7月5日のダイヤ改正で、方南町駅への6両編成の列車の乗り入れが開始されたことに伴い、スイッチ制作の発車メロディ（発車サイン音）が導入されている。
曲は1番線が「落ち葉の舗道」、2番線が「ロッキンメトロ」（いずれも塩塚博作曲）である。

## 利用状況
2024年度の1日平均乗降人員は20,570人であり、東京メトロ全130駅中124位。
近年の1日平均乗降・乗車人員推移は下表の通り。
| 年度               | 1日平均 乗降人員 | 1日平均 乗車人員 | 出典     |
| ------------------ | ---------------- | ---------------- | -------- |
| 1990年（平成02年） |                  | 10,260           | [ * 1 ]  |
| 1991年（平成03年） |                  | 10,333           | [ * 2 ]  |
| 1992年（平成04年） |                  | 10,318           | [ * 3 ]  |
| 1993年（平成05年） |                  | 10,419           | [ * 4 ]  |
| 1994年（平成06年） |                  | 10,323           | [ * 5 ]  |
| 1995年（平成07年） |                  | 10,423           | [ * 6 ]  |
| 1996年（平成08年） |                  | 10,515           | [ * 7 ]  |
| 1997年（平成09年） |                  | 10,351           | [ * 8 ]  |
| 1998年（平成10年） |                  | 10,268           | [ * 9 ]  |
| 1999年（平成11年） |                  | 10,143           | [ * 10 ] |
| 2000年（平成12年） | 19,618           | 10,098           | [ * 11 ] |
| 2001年（平成13年） | 19,322           | 9,805            | [ * 12 ] |
| 2002年（平成14年） | 18,736           | 9,599            | [ * 13 ] |
| 2003年（平成15年） | 18,594           | 9,549            | [ * 14 ] |
| 2004年（平成16年） | 18,050           | 9,109            | [ * 15 ] |
| 2005年（平成17年） | 17,673           | 8,776            | [ * 16 ] |
| 2006年（平成18年） | 17,679           | 8,834            | [ * 17 ] |
| 2007年（平成19年） | 17,998           | 8,999            | [ * 18 ] |
| 2008年（平成20年） | 18,486           | 9,192            | [ * 19 ] |
| 2009年（平成21年） | 18,250           | 9,131            | [ * 20 ] |
| 2010年（平成22年） | 18,120           | 9,060            | [ * 21 ] |
| 2011年（平成23年） | 17,730           | 8,890            | [ * 22 ] |
| 2012年（平成24年） | 18,040           | 8,997            | [ * 23 ] |
| 2013年（平成25年） | 18,915           | 9,460            | [ * 24 ] |
| 2014年（平成26年） | 19,020           | 9,477            | [ * 25 ] |
| 2015年（平成27年） | 19,644           | 9,792            | [ * 26 ] |
| 2016年（平成28年） | 19,837           | 9,890            | [ * 27 ] |
| 2017年（平成29年） | 20,596           | 10,285           | [ * 28 ] |
| 2018年（平成30年） | 20,823           | 10,403           | [ * 29 ] |
| 2019年（令和元年） | 20,884           | 10,432           | [ * 30 ] |
| 2020年（令和02年） | 16,138           |                  |          |
| 2021年（令和03年） | 16,789           |                  |          |
| 2022年（令和04年） | 18,258           |                  |          |
| 2023年（令和05年） | 19,605           |                  |          |
| 2024年（令和06年） | 20,570           |                  |          |

## 駅周辺
- 中野区弥生区民活動センター
- 中野区南部すこやか福祉センター
- 東京大学中野キャンパス
  - 東京大学教育学部附属中等教育学校
- 中野新橋駅前郵便局
- 中野弥生郵便局
- 京王バス「中野新橋駅」停留所

## 隣の駅
東京地下鉄（東京メトロ）
 丸ノ内線（分岐線）
中野富士見町駅 (Mb 04) - 中野新橋駅 (Mb 05) - 中野坂上駅 (M 06)